# Kevin Davies
Kevin Cyril Davies (ur. 26 marca 1977 w Sheffield) – angielski piłkarz występujący na pozycji napastnika.

## Kariera klubowa
Kevin pochodzi z Sheffield. Swoją zawodową karierę piłkarską rozpoczął w roku 1994 w Chesterfield. Już od pierwszego sezonu tam spędzonego Davies był jednym z podstawowych piłkarzy klubu. 4 lutego 1997 zdobył hat-tricka w wygranym 3:2 spotkaniu z Boltonem Wanderers w ramach Pucharu Anglii. W maju tego samego roku przeszedł za kwotę siedmiuset pięćdziesięciu tysięcy funtów do Southampton. W nowej drużynie zadebiutował w przegranym 1:0 meczu z Boltonem Wanderers. Pierwszą bramkę zdobył zaś 27 sierpnia, kiedy to wystąpił w meczu z Crystal Palace. Grał tam przez jeden sezon. W tym czasie wystąpił w dwudziestu pięciu ligowych spotkaniach, strzelając w nich dziewięć goli. Następnie, w czerwcu 1998 podpisał kontrakt na kwotę siedmiu i pół miliona funtów z Blackburn Rovers, w którym pierwsze spotkanie rozegrał 15 sierpnia. Nie występowął tam jednak tak często jak w poprzednich drużynach, więc 17 sierpnia 1999 powrócił do swojego wcześniejszego klubu. Po powrocie do Świętych Davies nie stracił miejsca w pierwszej jedenastce. 13 września 2002 został wypożyczony do Millwall, gdzie zagrał w dziewięciu ligowych spotkaniach. Po powrocie do Southampton występował tam do końca sezonu, po czym 23 lipca 2003 przeniósł się za sumę siedmiu i pół miliona funtów do Boltonu Wanderers. Już w pierwszym sezonie został wybrany Piłkarzem Roku, a także zdobył gola w przegranym 1:2 finale Pucharu Ligi Angielskiej z Middlesbrough. 12 kwietnia 2008 w wygranym 1:0 spotkaniu z West Hamem United zdobył swoją setną bramkę w karierze. W ekipie Boltonu Davies występuje do dziś. Dotychczas zaliczył w tym klubie sto dziewięćdziesiąt siedem ligowych występów, strzelając przy tym czterdzieści trzy bramki. W obecnym sezonie Premier League Davies strzelił dziewięć bramek i jest jednym z najskuteczniejszych strzelców ligi.

## Kariera reprezentacyjna
Davies zaliczył trzy występy w reprezentacji swojego kraju U-21. 12 października 2010 zadebiutował w dorosłej reprezentacji w zremisowanym 0:0 meczu eliminacji do Euro 2012 z Czarnogórą.